# Jagdgeschwader 27
El Jagdgeschwader 27 (JG 27) Afrika (27ª Ala de caza) fue un ala de cazas de la Luftwaffe durante la Segunda Guerra Mundial. Se ha hecho famosa por su participación en la Campaña en África del Norte dando apoyo aéreo al Afrika Korps.

## Creación y organización

### Grupo dePlana Mayor
Este grupo, llamado Stab, se creó en Handorf, distrito de Lüneburg en Alemania, el 1 de octubre de 1939. Su primer Geschwaderkommodore fue el teniente coronel Max Ibel.

### Grupo I
Fue creado junto con el Stab en Handorf el 1 de octubre de 1939. Su primer comandante (Gruppenkommandeur) fue el capitán Helmut Riegel, que murió en acción el 20 de julio de 1940. El emblema del grupo incluye un mapa de África como homenaje a Reigel, que había nacido en el África del Sudoeste Alemana.
El grupo lo integraron los escuadrones: Stab I./JG27, 1./JG27, 2./JG27 y 3./JG27.
El escuadrón 14./JG27 se creó el 12 de junio de 1944 con parte del grupo II./JG77, y fue incorporado al grupo durante el período del 12 de junio de 1944 hasta el 15 de agosto de 1944, fecha en la que el grupo se amplió a 4 escuadrones (staffel).

### Grupo II
El grupo se formó en Magdeburgo el 3 de enero de 1940 con los escuadrones: Stab II./JG27, 4./JG27, 5./JG27 y 6./JG27.
El 15 de agosto de 1944 fue reorganizado y ampliado a 4 escuadrones.

### Grupo III
Creado el 9 de julio de 1940 en Carquebut a partir del I./JG1 e integrado por los escuadrones: Stab III./JG27 (a partir del Stab I./JG1), 7./JG27 (a partir del 1./JG1), 8./JG27 (a partir del 2./JG1) y el 9./JG27 (a partir del 3./JG1).

### Grupo IV
Se creó en mayo de 1943 en Kalamaki, Grecia, con los escuadrones: Stab IV./JG27, 10./JG27, 11./JG27 y 12./JG27 (a partir del 8./JG27)

### 15. (span.)/JG27
A partir de julio de 1941, un contingente español voló con el JG 27 en el que se integró como un escuadrón denominado 15. (span.)/JG27. Se creó en Madrid el 23 de julio de 1941. Su primer comandante fue Ángel Salas Larrazábal y fue disuelto el 4 de marzo de 1942.

## Historia

### Frente occidental y oriental

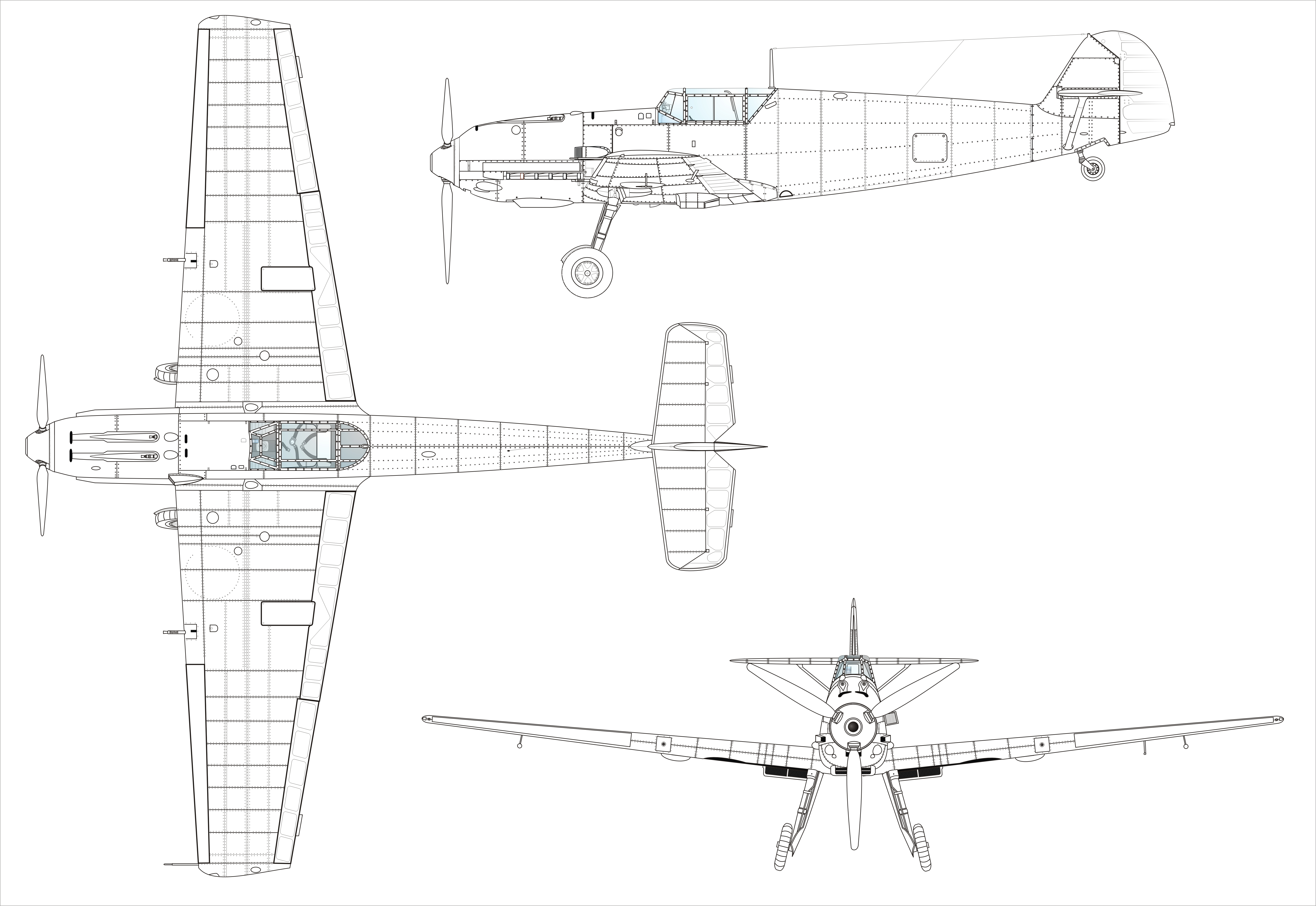
Messerschmitt Bf 109 E-3.

El JG 27 tuvo una importante participación en la Batalla de Francia integrado en el VIII Cuerpo del Aire (Fliegerkorps), donde realizó una notable actuación contra los bombarderos aliados durante el cruce del río Mosa. El ala reclamó 285 derribos de aviones enemigos. El capitán Wilhelm Balthasar, del 1./JG 1 (que en julio se convirtió en el 7./JG 27), fue el piloto con más derribos de la campaña: 24 aviones derribados en combate aéreo y 13 destruidos en tierra. El capitán Adolf Galland, adjunto del jefe de ala Max Ibel, consiguió 14 victorias durante la campaña. 
La unidad quedó estacionada cerca de Cherburgo para la Batalla de Inglaterra, campaña que resultó desfavorable para el JG 27, pues en resumen reclamó el derribo de 146 aviones británicos, pero a cambio sus pérdidas fueron muy graves: para diciembre de 1940 habían sido destruidos 83 de sus Bf 109E, y 58 pilotos muertos, desaparecidos o hechos prisioneros de guerra. En noviembre, el JG 27 regresó a Alemania para reequiparse y descansar.
En abril de 1941, el Ala 27 sirvió brevemente en los Balcanes antes de participar en la ofensiva contra la Unión Soviética (con la excepción de I/JG 27). En junio de 1941 la unidad quedó asignada al frente central. El primer día de operaciones, el mayor Wolfgang Schellmann tuvo que saltar sobre territorio soviético tras colisionar con un caza I-153 Chayka pilotado por el teniente Kuzmin, que murió en el choque. Schellmann logró saltar en paracaídas y al intentar regresar a las líneas alemanas fue capturado, siendo muerto más tarde por tropas del NKVD.
En septiembre, un contingente de pilotos voluntarios del Ejército del Aire español se incorporó al JG 27 convirtiéndose en el 15. (span.)/JG 27. El escuadrón volvió a España en enero de 1942, habiendo realizado 460 misiones de vuelo en el Frente Oriental y derribando 10 aviones rusos. 
En noviembre, la unidad fue enviada a Alemania para reconstruirse. En el período comprendido entre el 22 de junio de 1941 y el 5 de diciembre de 1941, el JG 27 destruyó 289 aviones soviéticos en el aire a cambio de 26 de sus aviones destruidos en combate además de otros 11 en tierra.

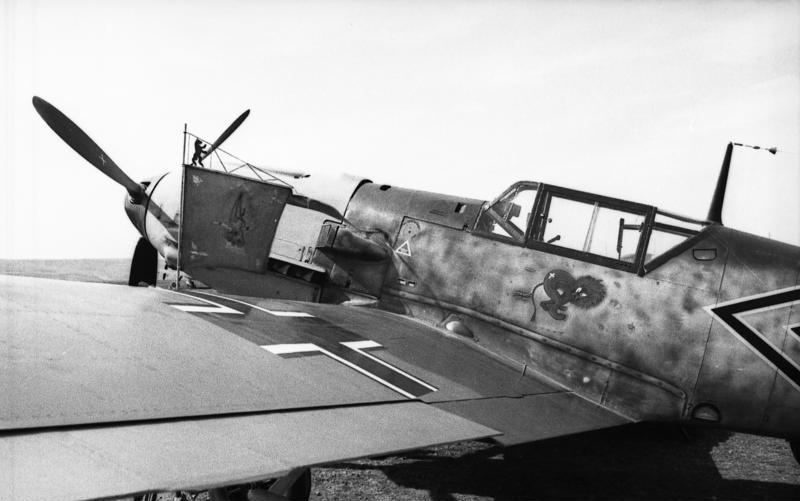
Un caza del II./JG 27 mostrando la insignia Verflasterter Albion.

### Norte de África

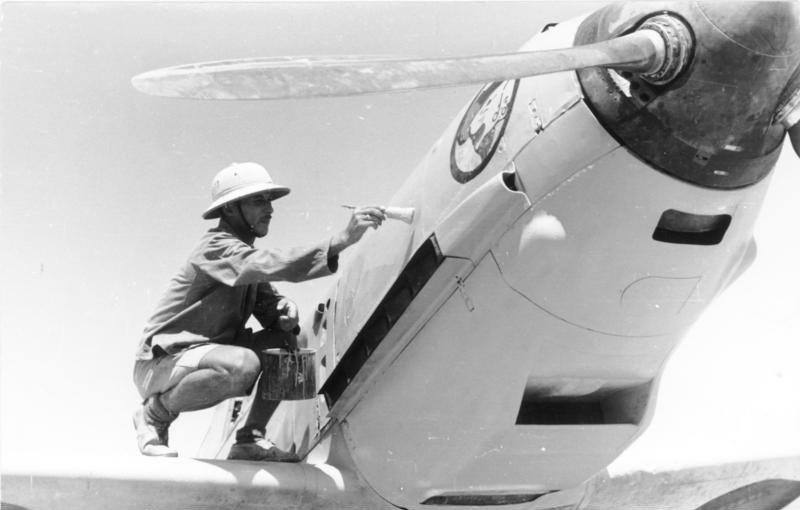
Una nueva capa de pintura para uno de los Messerschmitt Bf 109 E4 del Jagdgeschwader 27.

El Grupo I fue enviado a Gazala, Norte de África, en abril de 1941 para dar apoyo aéreo al Afrikakorps. Bajo el mando del astuto capitán Eduard "Edu" Neumann, uno de los comandantes sobre el terreno más capacitados de la Luftwaffe, el Grupo I muy pronto demostró su buen rendimiento. El 19 de abril, el I/JG 27 reclamó sus primeras cuatro victorias en combate aéreo. Una de ellas, conseguida por el teniente Karl-Wolfgang Redlich, Staffelkapitän del escuadrón 1./JG 27, fue el derribo número 100 del grupo I./JG 27 en lo que iba de guerra.
En septiembre, se unieron al grupo los elementos del II./JG 27 del capitán Wolfgang Lippert, que durante las tres semanas que habían combatido en el frente oriental habían conseguido 43 derribos. El Grupo II estaba equipado con el Bf 109 F-2/Trop. La llegada del Grupo II permitió a los escuadrones del I./JG 27 iniciar una rotación para ir a Alemania, un escuadrón cada vez, con el fin de descansar y substituir sus ya desgastados cazas "Emils" (Bf 109E) por otros del nuevo modelo "Friedrich" (Bf 109F). Todo el proceso se realizó en un mes. Con la llegada del III./JG 27 desde Rusia a finales de octubre, se consiguió que todo el JG 27 estuviese operando en el Norte de África para diciembre. Las unidades del Ala 27 que habían combatido en el frente oriental en 1941, reclamaron más de 270 derribos de aviones enemigos por tan solo 16 pérdidas propias en combate aéreo.
La actuación del JG 27 tuvo un impacto inmediato en la campaña aérea que hasta entonces había estado dominada por la Fuerza Aérea del Desierto de la Commonwealth Británica (DAF). El JG 27 se hizo sinónimo de Afrikakorps, pues le proporcionó al ejército de Rommel cobertura de cazas prácticamente por todo el desierto durante la campaña que llevó a cabo desde finales de 1941 hasta noviembre de 1942.

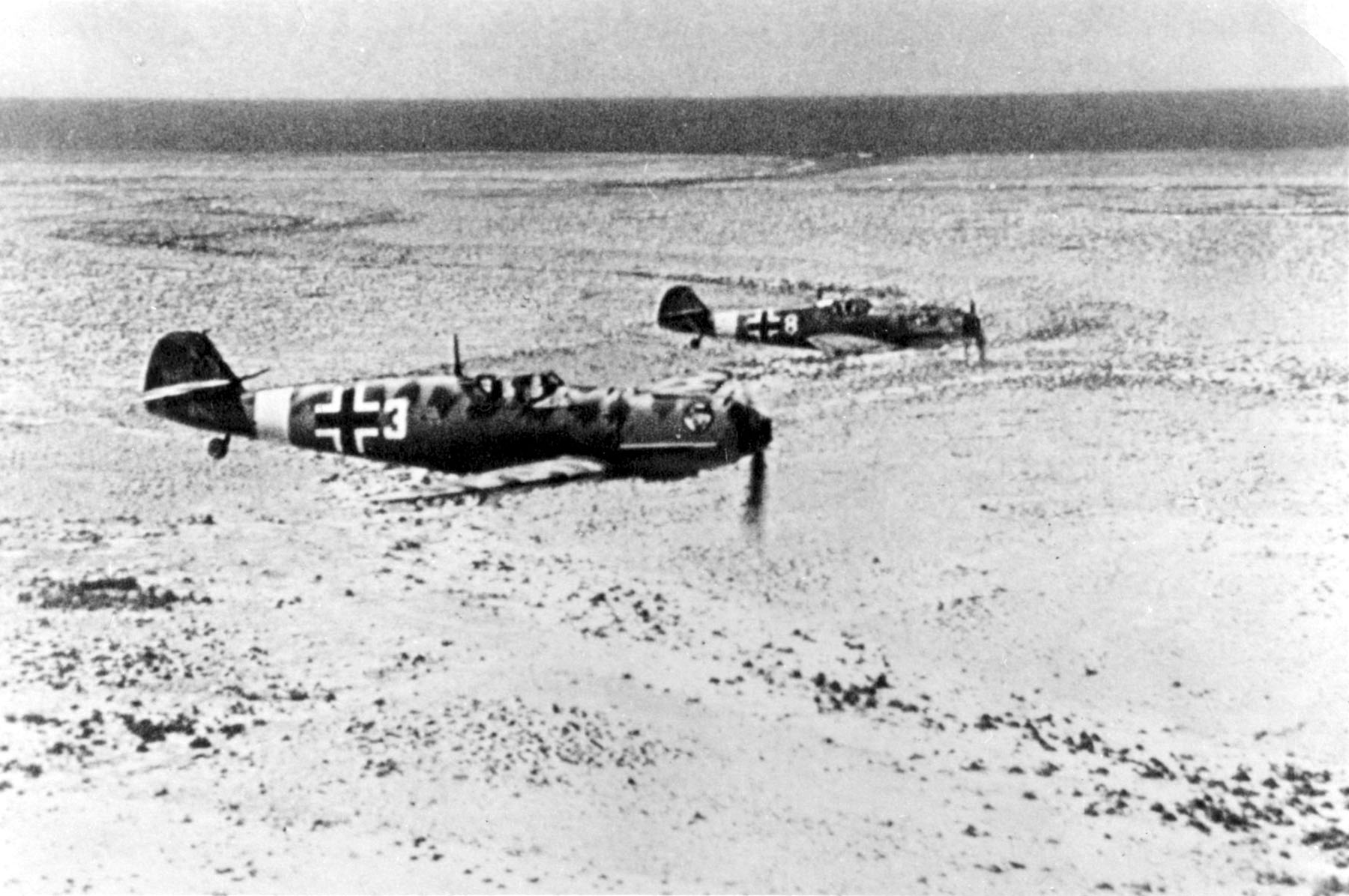
Dos 109E del JG 27 en vuelo sobre el Norte de África.

El JG 27 infligió graves pérdidas a la Desert Air Force (DAF), básicamente debido al hecho de que sus cazas Hawker Hurricane y Curtiss P-40 eran inferiores a los Bf 109 y a que los pilotos aliados estaban escasamente entrenados. No obstante, la operatividad y eficacia del Ala 27 se vio muy afectada por las duras condiciones del desierto y la crónica escasez de combustible. El 24 de marzo de 1942, el teniente Korner derribó un Douglas Boston que supuso el derribo número 1000 del JG 27. 
El 23 de marzo, el III./JG 27 envió un pequeño destacamento a Kastelli, Creta. El 5 de mayo, un cuarto escuadrón se añadió al Ala 27, el 10.(Jabo)/JG 27. Jabo o Jagdbomber es el término alemán para el cazabombardero. 
El teniente Hans-Joachim Marseille y el Oberfeldwebel Otto Schulz fueron condecorados con la Cruz de Caballero el 22 de febrero (50 y 44 victorias, respectivamente). Schulz fue ascendido a Teniente aunque el 17 de junio sería derribado y muerto después de conseguir 51 derribos. 
El 7 de agosto, un Schwarm (dos parejas de cazas) del 5./JG 27, encabezado por el Oberfeldwebel Emil Clade, se toparon por casualidad con un bombardero Bristol Bombay del Escuadrón N.º 216 de la RAF. El Bombay transportaba un pasajero, el Teniente general William Gott, que había sido designado Comandante en Jefe del VIII Ejército británico sólo unas horas antes. Clade hizo una primera pasada disparando contra el lento Bombay, que resultó tocado y se vio obligado a realizar un aterrizaje forzoso. Varios de los tripulantes y pasajeros pudieron salir del aparato en llamas. Sin embargo, todos menos uno de los que quedaron dentro del bombardero, incluyendo a Gott, resultaron muertos cuando el suboficial Schneider atacó, en una pasada rasante, al avión recién aterrizado. Gott fue el militar británico de mayor graduación que murió por fuego enemigo en la Segunda Guerra Mundial. Su muerte dio lugar a la apresurada designación de un sustituto como comandante del VIII Ejército; el designado fue el relativamente desconocido, en ese momento, Bernard Law Montgomery.
El 1 de septiembre de 1942, el Afrikakorps asaltó las posiciones aliadas en El Alamein, y para el JG 27 ese fue su mejor día. El capitán Marseille reivindicó el derribo de 17 aviones, consiguió derribar ocho P-40 en 10 minutos durante una incursión sobre Alam Halfa. Sin embargo, se cree que entre dos y cuatro de los derribos de Marseille no fueron tales.

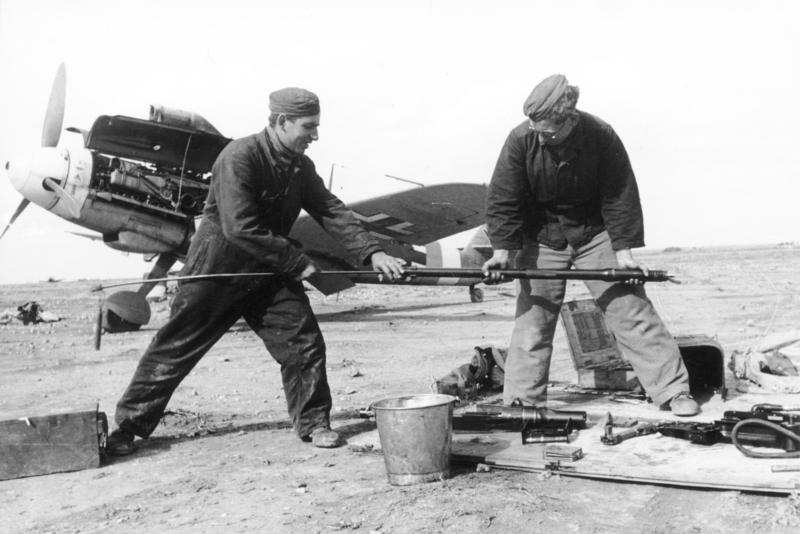
Personal de mantenimiento limpiando los cañones de un Bf 109, marzo de 1942.

Refiriéndose a este caso, el autor Stephen Bungay ha argumentado sobre el escaso valor militar que tenía el derribar cazas aliados en lugar de hacerlo con los bombarderos de la Desert Air Force británica que, en 1942, estaban atacando a las fuerzas terrestres italianas y del Afrikakorps y a sus rutas de aprovisionamiento con efectos cada vez más devastadores. Señala también que, ese día, los bombarderos británicos fueron capaces de atacar con impunidad a las tropas del Eje en el frente y a sus escalones de retaguardia mientras Marseille, probablemente, derribaba 15 cazas y el resto de los pilotos de la Luftwaffe otros cinco confirmados: 

Los británicos no perdieron ningún bombardero. [...] El comandante del JG 27, Eduard Neumann, comentó después de la guerra que «la mayoría de los pilotos del escuadrón de Marseille tuvieron un papel secundario, actuando como escoltas del "maestro"». La rivalidad interna para conseguir gloria y honores tenía preferencia sobre la eficacia militar.

Robert Tate, de la Fuerza Aérea de los Estados Unidos, rechaza el punto de vista de Bungay sobre la rivalidad interna entre los pilotos germanos. Tate afirma que en los escuadrones aliados la competitividad entre pilotos para conseguir derribos era mucho mayor: 

Esto indica una diferencia fundamental entre la filosofía de combate de los alemanes y la de los aliados. Mientras que estos tienden a cazar en grupo y competir intensamente por los derribos, los alemanes, al menos en el Norte de África, tienden a dejar la tarea a los mejores pilotos que tienen, mientras que los principiantes se sientan y disfrutan del espectáculo. Esta es una de las razones por la que la pérdida de un activo como Marseille fue tan devastadora para la Luftwaffe en África. Ese tipo de desplome emocional no ocurría en los escuadrones aliados.

A finales de 1942, la superioridad numérica de los aliados comenzó a hacerse notar. En el espacio de tres semanas el JG 52 fue sacudido por la muerte de tres de sus mayores ases, el teniente Günter Steinhausen que había logrado 40 derribos combatiendo contra los Hurricane del Escuadrón Nº 127 de la RAF, seguida 24 horas más tarde por la muerte del teniente Hans-Arnold Stahlschmidt con 59 derribos, durante un combate con un Spitfire del Escuadrón Nº 601 de la RAF y el 30 de septiembre de 1942 la del capitán Hans-Joachim Marseille, "La Estrella de África" (158 derribos) que ocurrió en accidente aéreo. En noviembre, la intensidad de los combates era tal que a menudo el JG 27 tenía menos de una docena de cazas aptos para el combate.
La comprensible fatiga de combate y la baja moral hicieron que los escuadrones Stab, I y III del JG 27 fuesen retirados a Sicilia para operar contra Malta. Regresaron brevemente al norte de África, pero luego, el conjunto del JG 27 fue retirado del teatro de operaciones africano por última vez en diciembre de 1942. El JG 27 fue sustituido por el JG 77.
El grupo I./JG 27 reivindicó 588 aviones derribados en el período comprendido entre abril de 1941 y noviembre de 1942. Stahlschmidt, Steinhausen y Marseille se anotaron 250 de esos derribos, un significativo 42% de los mismos. El total de derribos del JG 57 en el Norte de África fue de 1.166 aviones, el escuadrón Stab reclamó un derribo, el Grupo I 588, el Grupo II 477 y el Grupo III 100 aviones derribados. El JG 27 perdió alrededor de 200 aviones en combate. Los supervivientes con mayor número de derribos fueron el teniente Werner Schröer (I/JG 27) con 61 y el capitán Gustav Rödel (II/JG 27), con 52 derribos.

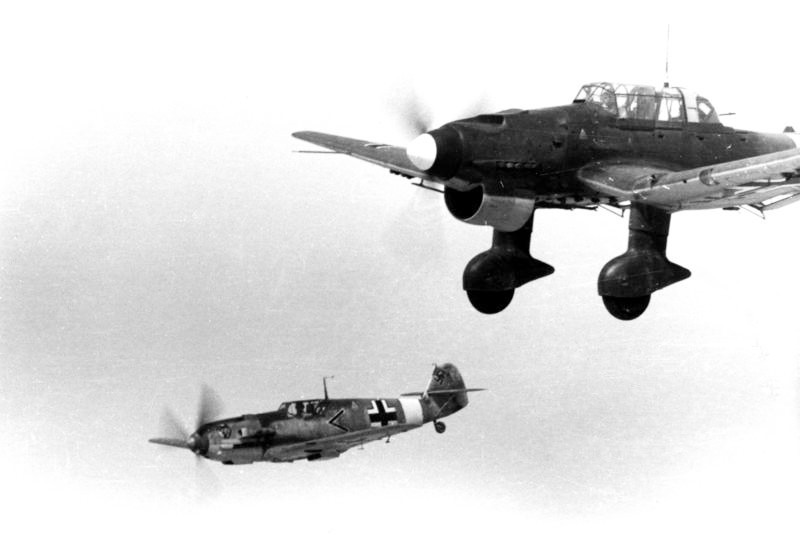
Un Bf 109E-7 del JG 27 escoltando un Ju 87 Stuka, hacia 1941.

La mayor parte del JG 27 pudo evitar encontrarse en África en el momento de la derrota final de las fuerzas del Eje en Túnez. Después de retirarse a los aeródromos del oeste de Cirenica, y de haber abandonado un gran número de sus aviones a lo largo del camino, la unidad pasó el resto de sus aviones al JG 77 y fueron evacuados del Norte de África el 12 de noviembre. El grupo II./JG 27 se mantuvo casi un mes más, con base en el aeródromo de Merduma. Durante ese mes, el grupo perdió tres pilotos que resultaron muertos y derribaron seis cazas aliados. El último de estos derribos fue un Kittyhawk, era el primer derribo del teniente Hans Lewes del escuadrón 6, y ocurrió en la última misión de combate del JG 27 en África, en la mañana del 6 de diciembre de 1942.

### Sobrestimación
En la guerra aérea, el término describe lo que ocurre cuando un piloto (o grupo) reclama la destrucción de más aviones enemigos de los realmente logrados. El efecto neto es que las pérdidas reales documentadas de un lado no cuadran con la cifra de derribos confirmados por el otro.
Las dos formas más comunes de originarse este hecho son: primera, puede suceder que más de un piloto de caza ataque el mismo avión en rápida sucesión y ambos, de buena fe, afirmen haber conseguido un derribo. Y segunda, el objetivo es tocado y se le ve caer hacia el suelo, pero luego el piloto afectado logra dominar el avión y aterrizar. Este avión será reivindicado como un derribo, pero puede haber sido recuperado y reparado para volver a operar, por lo que en los registros no figura su pérdida.
El escritor australiano Russell Brown ha expresado dudas sobre la exactitud de las confirmaciones de los derribos realizados por los pilotos del JG 27 en el norte de África. Brown, que ha investigado los registros de cada uno de los escuadrones de la Fuerza Aérea del Desierto británica, sugiere que los responsables de la Luftwaffe, en el procedimiento de confirmación de los derribos de sus pilotos, fueron menos estrictos de lo que lo habían sido durante la Batalla de Inglaterra. Brown especifica casos concretos, ejemplos documentados de dudosas o falsas verificaciones, tales como una "confirmación" hecha por un comandante de panzer, que sólo vio una "nube de polvo" después de que un avión aliado hubiera desaparecido tras una duna de arena. También tiene una lista con varias fechas en las hay significativas y demostrables sobrestimaciones por parte de los pilotos del JG 27. Por ejemplo, a los pilotos del JG 27 se les confirmó la destrucción de 19 o 20 cazas P-40 del Ala N.º 239 (Escuadrón Nº 3 de la RAAF, Escuadrón Nº 112 de la RAF y Escuadrón Nº 450 de la RAAF) el 15 de septiembre de 1942. A Marseille se le confirmó haber derribado siete aviones en seis minutos. Sin embargo, los registros de cada uno de los escuadrones aliados muestran un total de cinco aviones perdidos por acción de los cazas enemigos ese día, y uno que se perdió por fuego amigo. Este análisis es apoyado por otros autores. Brown dice: "Es evidente que en el combate del 15 de septiembre no hubo siete informes precisos de otros tantos testigos oculares, y menos de “veinte”, pero sin embargo los siete derribos reclamados por Marseille fueron aceptados sin preguntar... [y] otros reconocidos pilotos expertos, como Schröer, Homuth y von Lieres reclamaron un total de seis derribos más que fueron confirmados". En septiembre de 1942 algunos pilotos, incluido Karl-Heinz Bendert, se vieron envueltos en una falsificación de derribos.

### Regreso a Europa

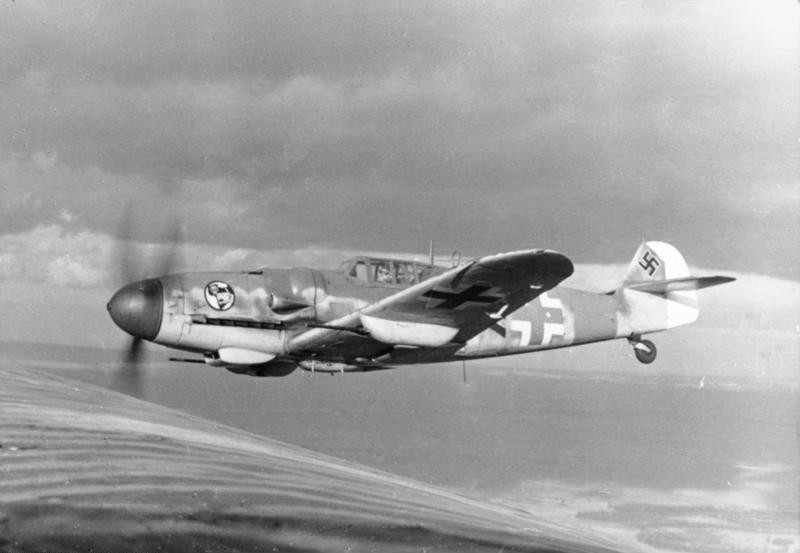
Messerschmitt Bf 109 G-6 del Jagdgeschwader 27 con dos MG 151/20 bajo las alas.

En 1943 el grupo I./JG 27 fue adscrito a la Luftflotte 3 (Flota Aérea 3) en el norte de Francia, mientras que el grupo II./JG 27 fue a Sicilia y a Brindisi, encargándose de la protección de los convoyes de suministro de Sicilia y Túnez. El teniente Willi Kientsch fue el que logró un mayor número de derribos durante estas operaciones: se le confirmaron 25 adicionales a los 17 que había derribado en África. El grupo II regresó a Alemania en agosto de 1943 para realizar misiones de defensa aérea del Reich con base en Fráncfort del Meno, Wiesbaden y Merzhausen. El grupo, bajo el mando del capitán Werner Schröer, entró en combate por primera vez en ese tipo de misiones el 6 de septiembre de 1943, reclamando 9 B-17 derribados. En mayo de 1943, el IV./JG 27 se formó en Grecia y se destinó a la defensa de los campos de petróleo rumanos de Ploesti. 
El grupo I encontró difícil la transición del tipo de guerra que hicieron en el desierto al tipo de combate que había que hacer contra los bombarderos. Muchos de sus pilotos eran reclutas novatos y los expertos del grupo no estaban familiarizados con el teatro de guerra europeo. Heinrich Setz (132 derribos soviéticos) murió en combate en marzo de 1943. El capitán Erich Hohagen, un veterano del JG 2, fue puesto al mando del grupo I./JG 27, aunque fue herido gravemente en julio de 1943. El grupo se trasladó al sur de Francia poco después.
Los grupos III./JG 27, Stab./JG 27 y IV./JG 27 seguían en Creta y en las islas griegas y combatieron contra los británicos en los fallidos intentos de desembarco que realizaron en diversas islas griegas en el otoño de 1943. Al JG 27 se le confirmó su derribo número 2.000 el 29 de septiembre de 1943. Mientras estuvieron destinados en Wels, el grupo I./JG 27 incrementó su dotación de personal y de aviones al doble de lo habitual, ya que la unidad emprendió la tarea de formación de los jóvenes pilotos con experiencia de otras unidades para convertirles en líderes de diversas unidades.
El 14 de mayo de 1944, el suboficial Stadler, del 7./JG 27, anotó la última de las victorias del JG 27 en los teatros de operaciones del Norte de África y del Mediterráneo en un combate sobre el Canal de Otranto con seis Savoia-Marchetti SM.84 italianos, que en ese momento ya combatían contra Alemania al lado de los aliados. El último de los 150 pilotos del JG 27 muertos en esos teatros de operaciones fue el suboficial Gerhard Siegling, que fue derribado y muerto en esa acción.
En junio de 1944, la invasión de Francia motivó que los grupos I, III y IV del JG 27 fuesen lanzados a la batalla. Al principio quedaron estacionados en aeródromos próximos a Reims. En septiembre, los grupos del JG 27 en Francia habían quedado diezmados, solo esos grupos perdieron cerca de 200 aviones, 87 de sus pilotos fueron muertos y otros 62 heridos. El JG 27 derribó 146 aviones aliados. Se retiraron a Sajonia para rehacerse. En el ínterin el grupo II./JG 27 se instaló en Austria y "combatió en las alturas" con el caza Bf 109 G-6/AS preparado para el combate a gran altitud. 
En noviembre, el JG 27 fue destinado de nuevo a la defensa aérea del Reich, operando en el sur de Alemania y Austria contra los bombarderos de la 15ª Fuerza Aérea de la USAAF. El 2 de noviembre, el JG 27sufrió su mayores pérdidas en un solo día: perdieron 53 aviones con 27 pilotos muertos y 11 heridos a manos de los cazas de escolta Mustang P-51 de la USAAF, a cambio ellos derribaron seis de los Mustang.
El JG 27 también tomó parte en la nefasta Operación Bodenplatte, unos ataques masivos contra los campos de aviación aliados realizados el día de Año Nuevo de 1945: perdieron 15 pilotos. El grupo IV se disolvió en marzo de 1945 para proporcionar refuerzos a los otros grupos del JG 27.
Al 8 de mayo, los restos del JG 27 se estacionaron cerca de Salzburgo, Austria. El comandante del JG 27 se rindió a las fuerzas norteamericanas cerca de allí. Aunque los registros oficiales se perdieron al final de la guerra, las investigaciones realizadas sugieren que el Jagdgeschwader 27 logró más de 3.100 derribos por unos 1.400 propios y la pérdida de aproximadamente 827 pilotos muertos, desaparecidos o hechos prisioneros de guerra entre 1939 y 1945. 
Veinticuatro pilotos del JG 27 obtuvieron la Cruz de Caballero de la Cruz de Hierro (Ritterkreuz de Eisernen Kreuzes).

## Asesdel JG 27
- Wilhelm Balthasar 23 derribos con el JG 27, 44 en total.
- Karl-Heinz Bendert 36 derribos, 54 en total.
- Emil Clade 27 derribos.
- Ludwig Franzisket 43 todos con el JG 27, 1939 - 1945.
- Adolf Galland 14 derribos con el JG 27, 104 en total.
- Fritz Gromotka 27 con el JG 27.
- Gerhard Homuth 46 en África, 61 con el JG 27, 63 en total.
- Max Ibel 3 derribos con el JG 27.
- Conde Erbo von Kageneck 65 derribos con el JG 27 (48 en la URSS).
- Willi Kientsch 41 con el JG 27, 52 en total.
- Friedrich Körner 36 derribos en África.
- Hans-Joachim Marseille 151 con el JG27 en África, 158 en total.
- Gustav Rödel 57 con el JG 27, 98 derribos en total.
- Otto Schulz 42 en África, 51 derribos en total.
- Werner Schröer 61 derribos en África, 114 en total
- Rudolf Sinner 32 en África, 39 en total.
- Hans-Arnold Stahlschmidt 59 derribos en África.
- Peter Werfft 26 derribos

## Mandos del JG 27

### Geschwaderkommodore
(Comandante de ala)
| Oberstleutnant Max Ibel       | 1 de octubre de 1939    | – | 10 de octubre de 1940   |                  |
| Major Bernhard Woldenga       | 11 de octubre de 1940   | – | 22 de octubre de 1940   |                  |
| Major Wolfgang Schellmann     | 22 de octubre de 1940   | – | 21 de junio de 1941     | Caído en la URSS |
| Major Bernhard Woldenga       | 21 de junio de 1941     | – | 10 de junio de 1942     |                  |
| Oberstleutnant Eduard Neumann | 10 de junio de 1942     | – | 22 de abril de 1943     |                  |
| Oberstleutnant Gustav Rödel   | 22 de abril de 1943     | – | 29 de diciembre de 1944 |                  |
| Major Ludwig Franzisket       | 30 de diciembre de 1944 | – | 8 de mayo de 1945       |                  |

### Gruppenkommandeure
(Comandante de grupo)

#### I./JG 27
| Hauptmann Helmut Riegel                | (1 de octubre de 1939 - 20 de julio de 1940)        |
| Major Eduard Neumann                   | (21 de julio de 1940 - 7 de junio de 1942)          |
| Hauptmann Gerhard Homuth               | (8 de junio de 1942 - de noviembre de 1942)         |
| Hauptmann Heinrich Setz                | (12 de noviembre de 1942 - 13 de marzo de 1943)     |
| Hauptmann Hans-Joachim Heinecke        | (17 de marzo de 1943 - 7 de abril de 1943)          |
| Hauptmann Erich Hohagen                | (7 de abril de 1943 - 15 de julio de 1943)          |
| Hauptmann Hans Remmer                  | (1 de junio de 1943 - 15 de julio de 1943)          |
| Hauptmann Ludwig Franzisket            | (15 de julio de 1943 - 12 de mayo de 1944)          |
| Hauptmann Hans Remmer                  | (marzo de 1944 - 2 de abril de 1944)                |
| Hauptmann Walter Blume                 | 3 de abril de 1944                                  |
| Hauptmann Ernst Börngen                | (13 de mayo de 1944 - 19 de mayo de 1944)           |
| Major Karl-Wolfgang Redlich            | (20 de mayo de 1944 - 29 de mayo de 1944)           |
| Hauptmann Walter Blume                 | (30 de mayo de 1944 - 11 de junio de 1944)          |
| Hauptmann Rudolf Sinner                | (12 de junio de 1944 - 1 de agosto de 1944)         |
| Hauptmann Siegfried Luckenbach         | (30 de julio de 1944 - 15 de agosto de 1944)        |
| Hauptmann Diethelm von Eichel-Streiber | (25 de agosto de 1944 - 30 de noviembre de 1944)    |
| Hauptmann Johannes Neumayer            | (1 de diciembre de 1944 - 11 de diciembre de 1944)  |
| Hauptmann Schüller                     | (11 de diciembre de 1944 - 22 de diciembre de 1944) |
| Hauptmann Eberhard Schade              | (22 de diciembre de 1944 - 1 de marzo de 1945)      |
| Leutnant Buchholz                      | (1 de marzo de 1945 - 3 de abril de 1945)           |
| Hauptmann Emil Clade                   | (3 de abril de 1945 - 8 de mayo de 1945)            |

#### II./JG 27
| Hauptmann Erich von Selle  | (1 de enero de 1940 - 1 de febrero de 1940)          |
| Hauptmann Walter Andres    | (1 de febrero de 1940 - 30 de septiembre de 1940)    |
| Hauptmann Ernst Düllberg   | (8 de agosto de 1940 - 4 de septiembre de 1940)      |
| Hauptmann Wolfgang Lippert | (4 de septiembre de 1940 - 1 de octubre de 1941)     |
| Hauptmann Wolfgang Lippert | (1 de octubre de 1940 - 23 de noviembre de 1941)     |
| Oberleutnant Gustav Rödel  | (23 de noviembre de 1941 - 25 de diciembre de 1941 ) |
| Hauptmann Erich Gerlitz    | (25 de diciembre de 1941 – 20 de mayo de 1942)       |
| Hauptmann Gustav Rödel     | (20 de mayo de 1942 - 20 de abril de 1943)           |
| Hauptmann Werner Schröer   | (20 de abril de 1943 - 13 de marzo de 1944)          |
| Hauptmann Fritz Keller     | (14 de marzo de 1944 - 17 de diciembre de 1945)      |
| Hauptmann Herbert Kutscha  | (diciembre de 1944 - 20 de enero de 1945)            |
| Hauptmann Gerhard Hoyer    | (muerto en acción) 21 de enero de 1945               |
| Hauptmann Fritz Keller     | (enero de 1945 - 8 de mayo de 1945)                  |

#### III./JG 27
| Hauptmann Joachim Schlichting | (9 de julio de 1940 – 6 de septiembre de 1940)       |
| Hauptmann Max Dobislav        | (7 de septiembre de 1940 – 30 de septiembre de 1941) |
| Hauptmann Erhard Braune       | (1 de octubre de 1941 – 11 de octubre de 1942)       |
| Hauptmann Ernst Düllberg      | (11 de octubre de 1942 – 30 de septiembre de 1944)   |
| Oberleutnant Franz Stigler    | (1 de octubre de 1944 – 7 de octubre de 1944)        |
| Hauptmann Dr. Peter Werfft    | (octubre de 1944 – 7 de mayo de 1945)                |

#### IV./JG 27
| Hauptmann Rudolf Sinner         | (junio de 1943 – 13 de septiembre de 1943)        |
| Oberleutnant Dietrich Boesler   | (septiembre de 1943 – 10 de octubre de 1943)      |
| Oberleutnant Alfred Burk        | (11 de octubre de 1943 – 18 de octubre de 1943)   |
| Hauptmann Joachim Kirschner     | (19 de octubre de 1943 – 17 de diciembre de 1943) |
| Hauptmann Otto Meyer            | (17 de diciembre de 1943 – 12 de julio de 1944)   |
| Hauptmann Hanns-Heinz Dudeck    | (julio de 1944 – 1 de enero de 1945)              |
| Hauptmann Ernst-Wilhelm Reinert | (2 de enero de 1945 – 23 de marzo de 1945)        |

## Condecorados con la Cruz de Caballero
Los siguientes soldados fueron condecorados con la Cruz de Caballero de la Cruz de Hierro o con un grado mayor mientras estuvieron prestando servicio en el JG 27.
     Indica, acompañado de un asterisco, que la condecoración fue concedida a título póstumo.
| Nombre                    | Cruz de caballero        | Hojas de roble        | Espadas              | Diamantes               |
| ------------------------- | ------------------------ | --------------------- | -------------------- | ----------------------- |
| Balthasar, Wilhelm        | 14 de junio de 1940      | 2 de julio de 1941    |                      |                         |
| Ibel, Max                 | 22 de agosto de 1940     |                       |                      |                         |
| Lippert, Wolfgang         | 24 de septiembre de 1940 |                       |                      |                         |
| Schlichting, Joachim      | 14 de diciembre de 1940  |                       |                      |                         |
| Homuth, Gerhard           | 14 de junio de 1941      |                       |                      |                         |
| Rödel, Gustav-Siegfried   | 22 de junio de 1941      | 20 de junio de 1943   |                      |                         |
| Redlich, Karl-Wolfgang    | 9 de julio de 1941       |                       |                      |                         |
| Franzisket, Ludwig        | 20 de julio de 1941      |                       |                      |                         |
| Graf von Kageneck, Erbo   | 30 de julio de 1941      | 26 de octubre de 1941 |                      |                         |
| Marseille, Hans-Joachim   | 22 de febrero de 1942    | 6 de junio de 1942    | 18 de junio de 1942  | 3 de septiembre de 1942 |
| Schulz, Otto              | 22 de febrero de 1942    |                       |                      |                         |
| Reinert, Ernst-Wilhelm    | 1 de julio de 1942       | 7 de octubre de 1942  | 1 de febrero de 1945 |                         |
| Stahlschmidt, Hans-Arnold | 20 de agosto de 1942     | 3 de enero de 1944*   |                      |                         |
| Körner, Friedrich         | 6 de septiembre de 1942  |                       |                      |                         |
| Schröer, Werner           | 20 de octubre de 1942    | 2 de agosto de 1943   | 19 de abril de 1945  |                         |
| Bendert, Karl-Heinz       | 30 de octubre de 1942    |                       |                      |                         |
| Steinhausen, Günter       | 3 de noviembre de 1942*  |                       |                      |                         |
| Ettel, Wolf-Udo           | 1 de junio de 1943       | 31 de agosto de 1943* |                      |                         |
| Kientsch, Willy           | 22 de noviembre de 1943  | 20 de julio de 1944*  |                      |                         |
| Remmer, Hans              | 9 de junio de 1944*      |                       |                      |                         |
| Düllberg, Ernst           | 20 de julio de 1944      |                       |                      |                         |
| Börngen, Ernst            | 3 de agosto de 1944      |                       |                      |                         |
| Gromotka, Fritz           | 28 de enero de 1945      |                       |                      |                         |
| Werfft, Dr. chem. Peter   | 28 de enero de 1945      |                       |                      |                         |